# Número primo sexy
En el ámbito de las matemáticas, un número primo sexy es un par del tipo (p, p + 6) de números primos tales que uno de ellos se obtiene sumando el número seis al otro. Por ejemplo, los números 5 y 11 son números primos cuya diferencia es 6. Si p + 2 o p + 4 también es primo, entonces el primo es parte de un triplete de números primos. 
El término proviene de que en latín la palabra que designa al número seis es sex.

## Notación (n#)
En este artículo, n# representa al producto 2 · 3 · 5 · 7 · … de todos los número primos ≤ n.

## Tipo de agrupamientos

### Pares de primos sexy
Los primos sexy menores de 500 son (secuencias A023201 y A046117 en la  OEIS):
(5,11), (7,13), (11,17), (13,19), (17,23), (23,29), (31,37), (37,43), (41,47),    (47,53), (53,59), (61,67), (67,73), (73,79), (83,89), (97,103), (101,107), (103,109), (107,113), (131,137), (151,157), (157,163), (167,173), (173,179), (191,197), (193,199), (223,229), (227,233), (233,239), (251,257), (257,263), (263,269), (271,277), (277,283), (307,313), (311,317), (331,337), (347,353), (353,359), (367,373), (373,379), (383,389), (433,439), (443,449), (457,463), (461,467).
Para mayo del 2005 el número primo sexy más grande del cual se tenga conocimiento fue descubierto por Ken Davis y posee  11593 dígitos. Los primos son (p, p+6) para :p = (117924851×587502×9001#×(587502×9001#+1)+210)×(587502×9001#−1)/35+5.
9001# = 2×3×5×...×9001 es un primorial, o sea el producto de primos ≤ 9001.

### Tripletes de primos sexy
El concepto de primos sexy puede ser extendido para abarcar grupos más grandes. Los tripletes de primos (p, p + 6, p + 12) tales que p + 18 es un compuesto son denominados tripletes de números primos sexy. Aquellos menores que 1000 son (A046118, A046119, A046120):
(7,13,19), (17,23,29), (31,37,43), (47,53,59), (67,73,79), (97,103,109), (101,107,113), (151,157,163), (167,173,179), (227,233,239), (257,263,269), (271,277,283), (347,353,359), (367,373,379), (557,563,569), (587,593,599), (607,613,619), (647,653,659), (727,733,739), (941,947,953), (971,977,983).
Para abril del 2006 el triplete primo sexy más grande había sido encontrado por Ken Davis, el mismo cuenta con 5132 dígitos: 
p = (84055657369 · 205881 · 4001# · (205881 · 4001# + 1) + 210) · (205881 · 4001# - 1) / 35 + 1.